# Кутуєв Павло Володимирович
Павло́ Володи́мирович Федо́рченко-Куту́єв (4 вересня 1971, Київ, Україна) — український соціолог, доктор соціологічних наук, професор, завідувач кафедри соціології КПІ ім. Ігоря Сікорського (факультет соціології і права).

## Біографія
Народився у Києві. Дідом Павла Федорченка-Кутуєва був відомий український філолог та літературознавець, дослідник драматургічної творчості Івана Франка — Яків Білоштан.
У 1988—1993 навчався на факультеті соціології і психології КНУ імені Тараса Шевченка (відділення соціології).
У 1994 захистив кандидатську роботу з соціології («Неофункціоналізм в сучасній соціології: Джеффрі Александер та Ріхард Мюнх») в Інституті соціології НАН України, а докторську у 2005 («Концепції розвитку та модернізації суспільства: історико-соціологічний аналіз дослідницьких програм») в КНУ імені Тараса Шевченка.
Старший викладач, доцент, професор кафедри соціології НаУКМА, НПУ імені М. Драгоманова, з листопаду 2013 року завідувач кафедри соціології НТУУ «КПІ».
Неодноразово вигравав дослідницькі гранти для проведення викладацької роботи в провідних університетах світу — Оксфорді, Берклі, Відні, Токіо

## Наукова діяльність
Сферою наукових інтересів Федорченка-Кутуєва є — історична соціологія, політична соціологія, соціологія розвитку та модернізації.
Федорченко-Кутуєв прихильник повернення держави в центр соціологічного теоретизування, дослідження програми держави, що сприяє розвитку яка співвідноситься з вибірковою рецепцією світ-системного аналізу. Розробляв поняття авторитарної та демократичної держав, що сприяють розвитку, взявши за основу оцінку доробку дослідницької програми держави, що сприяє розвитку, та аналізу піднесення Східної Азії.
Вперше у вітчизняній соціології обґрунтував, що методологія дослідницьких програм Імре Лакатоша є релевантною й для історико-соціологічного аналізу загалом та історії концепцій розвитку та модернізації зокрема.
Є дослідником концепцій і практик формування модерну (модернів), концепції розвитку та модернізацій. Вважає неадекватним застосування концепції модернізації для пояснення соціальних змін від самого початку зародження елементів — переважно ідеаційних — модерного суспільства в XVI столітті. Натомість запропонував поняття «формування модерну» для означення процесу постання модерного суспільства, а сам феномен модерну охарактеризував, як конфліктний сам по собі.
Спростував концептуалізацію модерну, як механістичну сукупність раз і назавжди визначених властивостей, зокрема критично переглянувши традиційну та впливову інтерпретацію соціологічної теорії Т.Парсонса (в її
іпостасі предтечі дослідницької програми модернізації) як соціально-наукового варіанту апології американського уособлення ліберально-капіталістичного status quo.
Павло Федорченко-Кутуєв  запропонував авторську типологію стадій розвитку дослідницької програми модернізації, яку поділив на першу (оптимістичну) та другу (скептично-песимістичну) фази, а порівнявши дослідницькі програми модернізації та світ-системного аналізу, показав, що першій течії притаманний елітизм, натомість другій — міфологізація ролі народних мас в історії. Переформулював Веберові поняття раціонального та політичного капіталізмів та здійснив синтез ідей дослідницької програми світ-системного аналізу та Веберового спадку, демонструючи тим самим, що поширення капіталізму не лише вшир, але й углиб неможливе без культурної легітимації та санкціонування методичної діяльності з економічного нагромадження.
Розвинув поняття «ленінських режимів» у контексті аналізу СРСР у поєднанні з світ-системною перспективою, яке заступило нечіткі концепції «комунізму» та «соціалізму» в науковому дискурсі. Цю ж переформульовану концепцію ленінських режимів застосував для визначення стадій соціально-політичних змін в СРСР та країнах, що перебували в орбіті його впливу і актуалізовано дослідницьку програму залежності та розвитку недорозвитку
А. Г. Франка та унаочнена її дотичність до ситуації постленінських суспільств, здійснено переформулювання концепції залежності на основі інкорпорації до неї вимірів культури.

## Основні праці
- Кутуєв, П. В. Конфліктологія: соціологічна перспектива [Архівовано 21 квітня 2018 у Wayback Machine.] [Електронний ресурс] : навчальний посібник. – Київ : НТУУ «КПІ ім. Ігоря Сікорського», 2014. – 226 с.
- Теорія соціальних змін: сучасні соціологічні концептуалізації [Архівовано 11 січня 2018 у Wayback Machine.] [Електронний ресурс] : навчальний посібник / П. В. Кутуєв, О. В. Богданова, М. І. Клименко, Т. В. Коломієць [та ін.] ; НТУУ «КПІ ім. Ігоря Сікорського». – Електронні текстові данні (1 файл: 1,39 Мбайт). – Київ : НПУ ім. М. П. Драгоманова. – 2014. – 220 с.
- Кутуев П. В. Интеллектуальные истоки современного неолиберализма и социологический дискурс о развитии [Архівовано 28 вересня 2016 у Wayback Machine.] / П. В. Кутуев, Д. Л. Герчановский // Вісник НТУУ "КПІ". Політологія. Соціологія. Право : збірник наукових праць. – 2013. – № 1 (17). – С. 65–71.
- Кутуєв П. В. Соціологія розвитку поміж лібералізмом та державоцентризмом: історико-соціологічний аналіз [Архівовано 21 квітня 2018 у Wayback Machine.] / Кутуєв П. В., Герчанівський Д. Л. // Вісник НТУУ «КПІ». Політологія. Соціологія. Право : збірник наукових праць. – 2013. – № 3 (19). – С. 58–66.
- Кутуев П. В. Идеология либерализма: между мифом и политэкономическими рецептами [Архівовано 2 червня 2020 у Wayback Machine.] / Кутуев П. В. // Вісник НТУУ "КПІ". Політологія. Соціологія. Право : збірник наукових праць. – 2012. – № 1 (13). – С. 33–37. – Бібліогр.: 4 назви.
- Кутуєв П. В. Репутація ідеї модернізації в сучасному суспільствознавстві [Архівовано 16 червня 2020 у Wayback Machine.] / Кутуєв П. В. // Вісник НТУУ "КПІ". Політологія. Соціологія. Право : збірник наукових праць. – 2012. – № 2 (14). – С. 34–40. – Бібліогр.: 27 назв.
- Кутуєв П. В. Дослідницька програма модернізації та її практичні імплікації [Архівовано 15 червня 2020 у Wayback Machine.] / Кутуєв П. В. // Вісник НТУУ "КПІ". Політологія. Соціологія. Право : збірник наукових праць. – 2011. – № 1 (9). – С. 76–82. – Бібліогр.: 6 назв.
- Кутуєв, П. В. Концепції розвитку та модернізації в соціологічному дискурсі: еволюція дослідницьких програм [Архівовано 17 грудня 2017 у Wayback Machine.] [Електронний ресурс] : монографія / П. В. Кутуєв ; НТУУ «КПІ ім. Ігоря Сікорського». – Електронні текстові данні (1 файл: 1,64 Мбайт). – Київ : Сталь, 2005. – 500 с. – Назва з екрана.
- [Архівовано 11 січня 2018 у Wayback Machine.] Теорія соціальних змін: сучасні соціологічні концептуалізації [Електронний ресурс] : навчальний посібник / П В Кутуєв, О В Богданова, М І Клименко, Т В Коломієць [та ін.] ; НТУУ КПІ ім. Ігоря Сікорського. – Електронні текстові данні (1 файл: 1,39 Мбайт). – Київ : НПУ ім. М. П. Драгоманова. – 2014. – 220 с. – Назва з екрана.
- Кутуєв П.В. Соціологія та ідеологія в соціологічному дискурсі: випадок Андре Гундера Франка // Наукові записки. Збірник. – К.: ІПЕН НАН України, 2003.
- Кутуєв П.В. Держава, що сприяє розвитку, у контексті постленінських трансформацій: історія ідеї та потенціал для застосування // Постсоціалістичні суспільства: різноманіття соціальних змін. Матеріали Міжнародних соціологічних читань пам’яті Н.В.Паніної та Т.І.Заславської / За редакцією Є І Головахи та О Г Стегнія. – К.: ІС НАН України, 2014. – С. 43-70.
- Кутуєв П.В. Автономія культури в структурованому світі// Соціологія: теорія, методи, маркетинг. – №3. – 2016.
- Кутуєв П.В. Які кейси можуть бути розглянуті для аналізу процесів інтеграції в суспільстві?// Соціологія: теорія, методи, маркетинг. – №2. – 2016. – С. 201-202.
- Кутуєв П.В. Соціологічна теорія між Заходом та Сходом. – К.: Вид. НПУ ім. Драгоманова., 2011. – 350 с.
- Кутуєв П.В. Новітні соціологічні теорії: Модерн у континуумі Схід-Захід. Навчальний посібник. – К.: Вид-во НПУ ім. М.П.Драгоманова, 2012. – 252 с.
- Кутуєв П.В. Конфліктогія: Соціологічна перспектива. Навчальний посібник. – К.: Вид-во НПУ ім. М.П.Драгоманова, 2012. – 188 с.
- Кутуєв П.В. Дерлуг’ян Георгій // Історія політичної думки: навчальний енциклопедичний словник довідник для студентів ВНЗ I-IV рівнів акредитації. / За наук. редакцією д-ра політ. н. Хоми Н. М. – Львів : Новий Світ-2000, 2014. – С. 87-88.
- Кутуєв П.В. Валерстайн, Імануіл // Історія політичної думки: навчальний енциклопедичний словник довідник для студентів ВНЗ I-IV рівнів акредитації. / За наук. редакцією д-ра політ. н. Хоми Н. М. – Львів : Новий Світ-2000, 2014. – С. 61-62.
- Кутуєв П.В. Модерн, модернізація, розвиток. – К.: Талком, 2015. – 550 с.
- Кутуєв П.В. Трансформації модерну: інституції, ідеї, ідеології. – К.; Одеса: Айс Принт, 2016. – 580 с.
- Модерн(и): історії, теорії та практики / Кутуєв П.В. – О.: Гелветика, 2017.
- Підходи представників світ-системного аналізу до політики // Історія політичної думки: Підручник/ За ред. Н. Хоми. – Л.: Новий світ- 2000, 2016.

- «Проблеми політичної соціології ленінських режимів» (2001)
- «Концепції розвитку та модернізації: еволюція дослідницьких програм соціологічного дискурсу» (2005)
- «Теорії соціальних змін» (2007, 2014)
- «Дослідницька програма світ-системного аналізу в соціології» (2007)
- «Соціологічна теорія поміж Сходом і Заходом» (2011)
- «Новітні соціологічні теорії: модерн у континуумі „Схід-Захід“» (2012).